# Matthias Jaissle
Matthias Jaissle (Nürtingen, 1988. április 5. –) német korosztályos válogatott labdarúgó, edző.

## Pályafutása

### Klubcsapatokban
1992-ben négy éves korában került a TSV Neckartailfingen klubjához, majd 2001-ben a VfB Stuttgart korosztályos csapataiba távozott. 2007 januárjában az akkor még harmadosztályban szereplő TSG 1899 Hoffenheim szerződtette. Tagja volt a 2007–2008-ban ezüstérmesként a Bundesligába feljutó csapatnak. Több komolyabb sérülés is hátráltatta pályafutása során ezért 2014. február 13-án bejelentette szerződésének felbontását, majd visszavonult.

### A válogatottban
2008. február 6-án debütált az U20-as válogatottban Ausztria ellen. 2009. február 10-én az U21-esek között is bemutatkozott Írország ellen.

### Edzőként
Labdarúgó pályafutása befejezése után edzői karrierbe kezdett az RB Leipzig U16-os csapatánál, mint Sebastian Hoeneß segédedzője, majd 2016–17-es szezonban már az U17-eseknél töltötte be szintén ugyanazt a pozíciót. A 2017–18-as szezonban Alexander Zorniger segítőjeként tevékenykedett a dán Brøndby klubjánál. A 2019–20-as szezonba az osztrák Red Bull Salzburg U18-as gárdájánál lett menedzser. 2021 januárjában a Lieferingedzője lett, miután Bo Svensson távozott a német FSV Mainz csapatához. Április 29-én bejelentették, hogy a következő szezonban már ő veszi át Jesse Marsch pozícióját az RB Salzburgnál. A 2021–22-es szezonban megnyerték a bajnokságot és kupát, valamint a klub történelmében először jutottak be a bajnokok ligája egyenes kieséses szakaszába. Ennek következtében 2025. június 30-ig meghosszabbították a szerződését.
2023. július 28-án azonnali hatállyal menesztette a Salzburg, mert a szaúdi el-Áhlíval tárgyalt a szezon kezdete előtt egy nappal. Menesztését követően három évre kötelezte el magát el-Áhlínál.

## Játékos statisztika
| Klub               | Szezon   | Bajnokság            | Bajnokság | Bajnokság | Kupa  | Kupa  | Nemzetközi | Nemzetközi | Egyéb | Egyéb | Összesen | Összesen |
| Klub               | Szezon   | Osztály              | Mérk.     | Gólok     | Mérk. | Gólok | Mérk.      | Gólok      | Mérk. | Gólok | Mérk.    | Gólok    |
| ------------------ | -------- | -------------------- | --------- | --------- | ----- | ----- | ---------- | ---------- | ----- | ----- | -------- | -------- |
| 1899 Hoffenheim II | 2006–07  | Oberliga Ba-Wü       | 1         | 1         | –     | –     | –          | –          | –     | –     | 1        | 1        |
| 1899 Hoffenheim II | 2007–08  | Oberliga Ba-Wü       | 1         | 0         | –     | –     | –          | –          | –     | –     | 1        | 0        |
| 1899 Hoffenheim II | 2008–09  | Oberliga Ba-Wü       | 1         | 0         | –     | –     | –          | –          | –     | –     | 1        | 0        |
| 1899 Hoffenheim II | 2009–10  | Oberliga Ba-Wü       | 1         | 0         | –     | –     | –          | –          | –     | –     | 1        | 0        |
| 1899 Hoffenheim II | 2010–11  | Regionalliga Süd     | 4         | 0         | –     | –     | –          | –          | –     | –     | 4        | 0        |
| 1899 Hoffenheim II | 2012–13  | Regionalliga Südwest | 4         | 0         | –     | –     | –          | –          | –     | –     | 4        | 0        |
| 1899 Hoffenheim II | Összesen | Összesen             | 12        | 1         | 0     | 0     | 0          | 0          | 0     | 0     | 12       | 1        |
| 1899 Hoffenheim    | 2006–07  | Regionalliga Süd     | 7         | 0         | 0     | 0     | –          | –          | –     | –     | 7        | 0        |
| 1899 Hoffenheim    | 2007–08  | Bundesliga 2         | 22        | 2         | 2     | 0     | –          | –          | –     | –     | 24       | 2        |
| 1899 Hoffenheim    | 2008–09  | Bundesliga           | 22        | 0         | 1     | 0     | –          | –          | –     | –     | 23       | 0        |
| 1899 Hoffenheim    | 2010–11  | Bundesliga           | 9         | 0         | 0     | 0     | –          | –          | –     | –     | 9        | 0        |
| 1899 Hoffenheim    | Összesen | Összesen             | 60        | 2         | 5     | 0     | 0          | 0          | 0     | 0     | 65       | 2        |
| Összesen           | Összesen | Összesen             | 72        | 3         | 5     | 0     | 0          | 0          | 0     | 0     | 77       | 3        |

## Edzői statisztika
Legutóbb frissítve: 2022. április 27-én lett. 
| Csapat            | Nemzet       | –tól             | –ig              | Mérleg | Mérleg | Mérleg | Mérleg     | Mérleg | Mérleg | Mérleg | Mérleg |
| M                 | GY           | D                | V                | RG     | KG     | +/-    | Győzelem % |        |        |        |        |
| ----------------- | ------------ | ---------------- | ---------------- | ------ | ------ | ------ | ---------- | ------ | ------ | ------ | ------ |
| Liefering         | Ausztria     | 2021. január 4.  | 2021. június 30. | 17     | 11     | 3      | 3          | 42     | 18     | +24    | 64.71  |
| Red Bull Salzburg | Ausztria     | 2021. július 1.  | 2023. július 28. | 93     | 64     | 20     | 9          | 205    | 73     | +132   | 68.82  |
| el-Áhlí           | Szaúd-Arábia | 2023. július 28. | jelenlegi        | 0      | 0      | 0      | 0          | 0      | 0      | +0     |        |
| összesen          | összesen     | összesen         | összesen         | 110    | 75     | 23     | 12         | 247    | 91     | +156   | 68.18  |

## Sikerei díjai

### Edzőként
- Red Bull Salzburg
  - Osztrák Bundesliga: 2021–22, 2022–23
  - Osztrák kupa: 2021–22